# Anneke Beerten
Anneke Beerten, née le 7 juillet 1982 à Mariënvelde, est une cycliste vttiste néerlandaise. Spécialiste du four-cross, elle a été championne du monde de cette discipline en 2011, 2012 et 2015 et lauréate de la Coupe du monde en 2007, 2008, 2009 et 2011.

## Palmarès en VTT

### Championnats du monde
- Rotorua 2006
  -  Médaillée d'argent du four-cross
- Fort William 2007
  -  Médaillée d'argent du four-cross
- Canberra 2009
  - 5e du four-cross
- Champéry 2011
  -  Championne du monde de four-cross
- Leogang 2012
  -  Championne du monde de four-cross
- Leogang 2014
  -  Médaillée d'argent du four-cross
- Val di Sole 2015
  -  Championne du monde de four-cross
- Val di Sole 2016
  -  Médaillée de bronze du four-cross
- Mont Sainte-Anne 2019
  -  Médaillée de bronze du cross-country à assistance électrique

### Coupe du monde
- 2005 : 2e du classement de la descente, vainqueur des manches de Willingen et Schladming
- 2007 : vainqueur du classement du four cross, vainqueur des manches de Vigo, Mont-Sainte-Anne et Maribor
- 2008 : vainqueur du classement du four cross, vainqueur des manches de Maribor, Vallnord, Bromont
- 2009 : vainqueur du classement du four cross, vainqueur des manches de Pietermaritzburg, Mont-Sainte-Anne et Schladming
- 2010 : 2e du classement du four cross, vainqueur des manches de Val di Sole et Leogang
- 2011 : vainqueur du classement du four cross, vainqueur des manches de Pietermaritzburg, Fort William, Mont-Sainte-Anne et Val di Sole

### Championnats d'Europe
- 2010
  -  Médaillée de bronze du four-cross